# Барза (Горж)
Барза (рум. Barza) насеље је у Румунији у округу Горж у општини Данешти. Oпштина се налази на надморској висини од 225 m.

## Становништво
Према подацима из 2002. године у насељу је живело 503 становника, од којих су сви румунске националности.